# Ubisoft Paris
Ubisoft Paris és una empresa composta per veterans de la indústria dels videojocs, responsable de les franquícies d'Ubisoft com és Ghost Recon i Rayman. El maig del 2021 tenia més de set-cents treballadors.